# Ferdinando Bassi
 (mars 2024).
Ferdinando Bassi, né en 1710 à Bologne et mort dans cette même ville le 9 mai 1774, est un médecin et botaniste italien.

## Œuvres
Ferdinando Bassi a publié dans les mémoires de l’Institut de Bologne, dont il était membre, la relation d’un voyage dans les Apennins ; il y décrit plusieurs plantes curieuses qu’il avait découvertes : Iter ad Alpes (Apenninas) in Comment. Il a donné plusieurs autres opuscules dans les mêmes mémoires ; on lui doit aussi l’histoire naturelle du mont Porretano, sous ce titre : Delle Terme Porretane, Rome, 1768, in-4°, Instit. Bononiensis, t. 4. Ayant eu l’occasion de voir fleurir une plane que Boccone n’avait fait connaître qu’imparfaitement, il lui trouva des caractères suffisants pour en former un genre particulier, qu’il dédia, sous le nom d’Ambrosinia, à la mémoire des deux frères Giacinto et Bartolomeo Ambrosini. Carlo Allioni lui a rendu le même honneur, en donnant le nom de Bassia à un genre ; mais on n’a pas cru qu’il eût des caractères suffisants pour être séparé de celui du Salsola, ou soude, et Linné l’a transporté à un autre genre qu’il forma d’un arbre de la côte de Malabar. König, qui l’avait observé dans le pays, lui conservait le nom d’Illipé, qui lui est donné par les Indiens.